# دی‌توماسو مانگوستا
دی‌توماسو مانگوستا (به انگلیسی: De Tomaso Mangusta) یک خودروی اسپورت است که در سال‌های ۱۹۶۷ تا ۱۹۷۱ (۴۰۱ دستگاه) توسط شرکت دتوماسو، خودروساز ایتالیایی تولید شده‌است.
این خودرو در کلاس خودرو اسپورت قرار گرفته و طراحی آن خودروهای موتور وسط عقب-محور عقب بوده ارتفاع آن در حالت طبیعی ۱٬۱۰۰ میلیمتر (۴۳٫۳ اینچ) و وزن آن در حالت طبیعی ۱٬۱۸۵ کیلوگرم (۲٬۶۱۲ پوند) است. سیستم جعبه‌دندهٔ آن ۵ دنده به صورت دستی است.

## پیشینه
دی‌توماسو مانگوستا در حالی که بر روی شاسی مدل واللونگا ساخته شد، جایگزین این مدل شد. واژهٔ مانگوستا معادل ایتالیایی نام مانگوس است؛ حیوانی که در شکار مار کبرا مهارت دارد. در زمان معرفی این خودرو شایع شده بود که دلیل نام‌گذاری اینچنینی این مدل این است که دی‌توماسو مذاکراتی با کرول شلبی در مورد جایگزینی شلبی کبرا با یک خودروی مسابقه‌ای ساخته شده در ایتالیا ("دی‌توماسو اسپورت ۵۰۰۰" شناخته شده با نام "دی‌توماسو پی۷۰) توسط شرکت دی‌توماسو با اصالت آرژانتینی، داشته است؛  اما از آنجایی که کرول شلبی درگیر برنامهٔ مسابقات خودروی فورد جی‌تی۴۰ بود، این معامله به امضاء نرسید. همچنین در آن زمان شایعاتی نیز مبنی بر استفاده از موتورهای ساخت شلبی در خودروی مانگوستا بر سر زبان‌ها بود. مدل مانگوستا در سال ۱۹۷۱ با خودروی دی‌توماسو پنترا، که دارای هزینه‌های تولید کمتری بود، جایگزین شد.
از خودروی مانگوستا تعداد ۴۰۱ دستگاه تولید شد که ۱۵۰ دستگاه آن در بازار اروپا عرضه شد و ۲۵۱ دستگاه آن نیز به آمریکای شمالی صادر شد. با این حال گفته می‌شود تنها ۲۵۰ دستگاه از این خودرو در حال حاضر در جهان موجود است. در ابتدا موتورهای نصب شده بر روی این خودرو از نوع فورد هیپوی ۴٫۷ لیتری بودند، اما مدل‌های بعدی که به آمریکای شمالی صادر شدند، به موتور ۵٫۰ لیتری فورد مجهز شدند. همچنین مدل‌های سال ۱۹۷۰ در نظر گرفته شده برای بازار آمریکا، به تعداد ۵۰ دستگاه و با چراغ‌های جلوی تاشو تولید شدند، و یک خودروی ویژه نیز با پیشرانهٔ ساخت شورولت به طور اختصاصی برای بیل میچل، قائم مقام شرکت جنرال موتورز به تولید رسید.

## مشخصات فنی

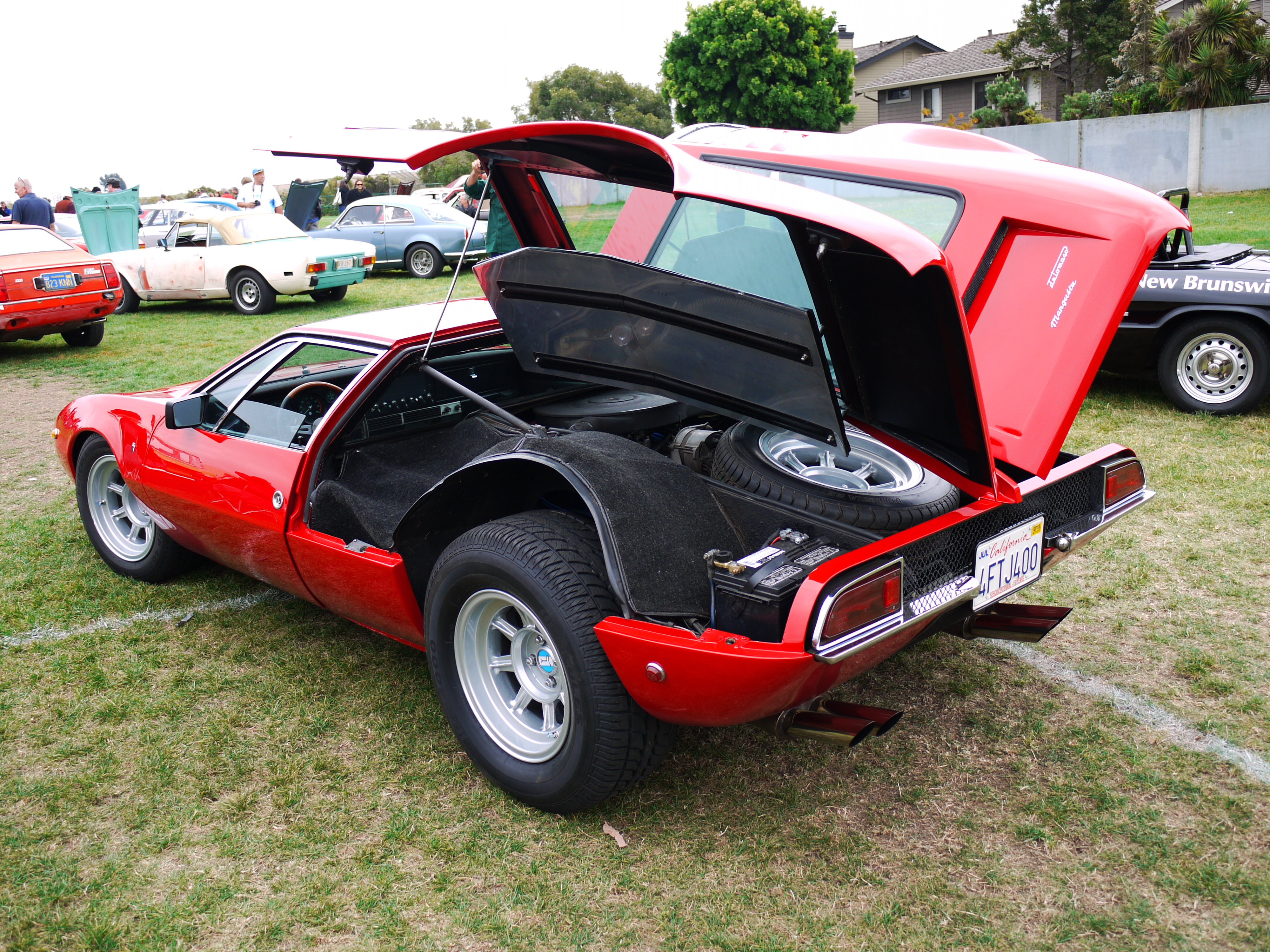
درپوش‌های بال‌پرنده‌ای که موتور و بخش صندوق بار را می‌پوشانند.

مانگوستا توسط جورجتو جوجارو طراحی شد که این موضوع با توجه به درپوش‌های موتور و صندوق بال‌پرنده‌ای آن، به راحتی قابل تشخیص است. نسخهٔ اروپایی این خودرو به یک موتور فورد ۲۸۹ وی۸ نصب شده در وسط با قدرت ۳۰۶ اسب بخار (۲۲۸ کیلووات) مجهز بود که نیروی خروجی آن از طریق یک جعبه‌دندهٔ ۵ سرعتهٔ دستی زد اف به چرخ‌های عقب منتقل می‌شد. نسخهٔ مخصوص بازار آمریکای شمالی نیز به یک موتور وی۸ فورد ۳۰۲ با توان خروجی ۲۲۱ اسب بخار (۱۶۵ کیلووات) مجهز شد. ترمزهای دیسکی در هر چهار چرخ همراه با تعلیق مستقل، جعبه‌فرمان از نوع راک اند پینیون، تهویه مطبوع و شیشه‌بالابرهای برقی نیز از جمله امکانات این خودرو بودند که آن را نسبت به محصولات دیگر خودروسازان متمایز می‌کرد. پل فرخ، روزنامه‌نگار خودرو، مدعی بود که توانسته‌است با این خودرو به بیشینه سرعت ۲۵۰ کیلومتر بر ساعت (۱۵۵ مایل بر ساعت) دست یابد.
مانگوستا در زمان خود، نسبتاً قیمت ارزانی داشت، ولی با توجه به تقسیم وزن ۳۲/۶۸ و استحکام کم شاسی، از ضعف در میزان پایداری و فرمان‌پذیری رنج می‌برد.

## احیا
نام مانگوستا با تولید خودروی کاوالی مانگوستا، که بر اساس مدل مفهومی دی‌توماسو بیگوآ طراحی شده بود، در اوایل دههٔ ۲۰۰۰ احیا شد. پس از اختلاف نظرهای پیش آمده میان شرکت دی‌توماسو و شریک تجاری‌اش، شرکت کاوالی، این خودرو تنها به تعداد محدودی فروخته شد.

## در رسانه‌ها
- در فیلم بیل را بکش بخش ۲، ساختهٔ سال ۲۰۰۴، شخصیت بیل (دیوید کارادین) صاحب یک مانگوستای نقره‌ای است.
- در موزیک ویدئوی ترانهٔ نمی‌تونم تو رو از سرم بیرون کنم، اثر کایلی مینوگ، از یک مانگوستای زرد رنگ استفاده شده‌است.
- در فیلم سرقت در ۶۰ ثانیه، ساختهٔ سال ۱۹۷۶، یک مانگوستای سفید به چشم می‌خورد.[۱۰]

## نگارخانه

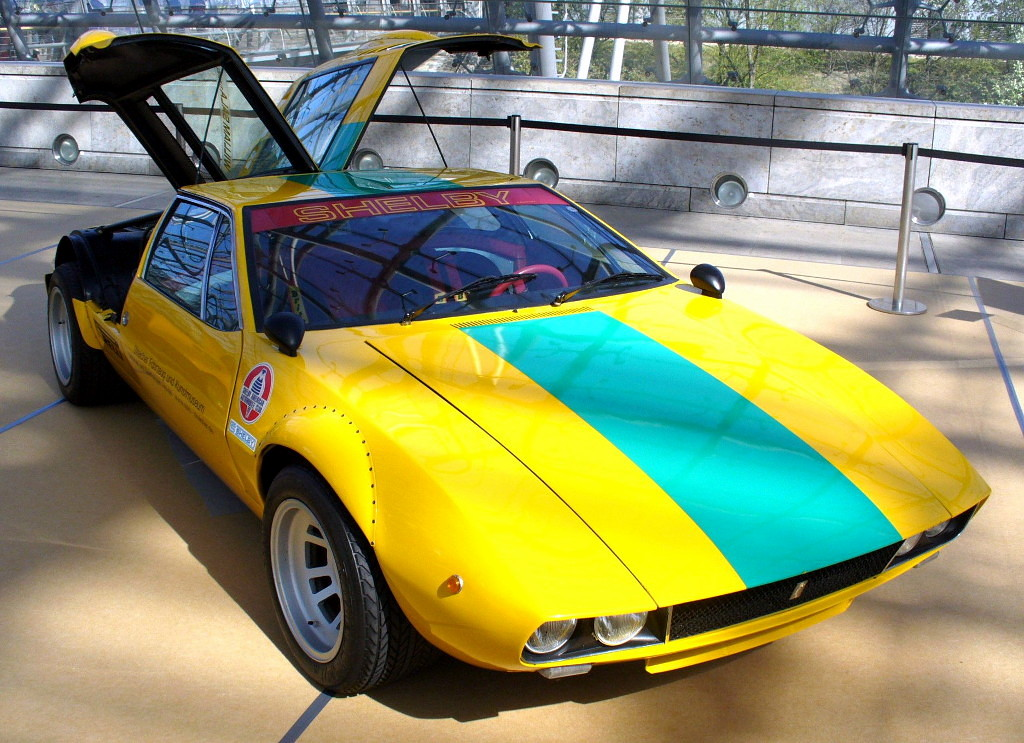
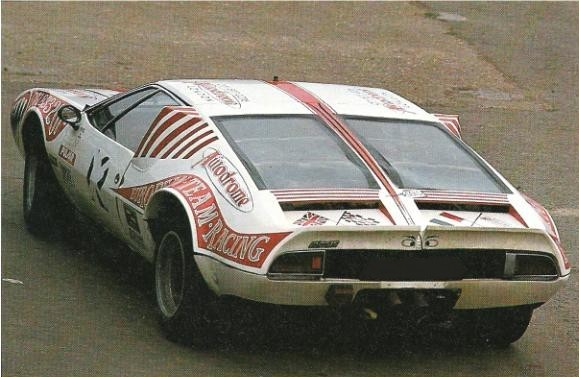